# Stillingia paucidentata
Stillingia paucidentata là một loài thực vật có hoa trong họ Đại kích. Loài này được S.Watson miêu tả khoa học đầu tiên năm 1879.